# Neustädtlein (Dinkelsbühl)
Neustädtlein ist ein Gemeindeteil der Großen Kreisstadt Dinkelsbühl im Landkreis Ansbach (Mittelfranken, Bayern). Die Gemarkung Neustädtlein hat eine Fläche von 4,044 km². Die Gemarkung ist in 623 Flurstücke aufgeteilt, die eine durchschnittliche Fläche von 6490,38 m² haben. In ihr liegen neben dem namensgebenden Ort die Gemeindeteile Freundstal, Hohenschwärz (zum Teil), Radwang, Sankt Ulrich und Sittlingen.

## Geografie
Das Dorf liegt am linken Ufer der Wörnitz. Etwas weiter nordöstlich mündet der Ölgraben als linker Zufluss, etwas weiter westlich der Walkenweiherbach als rechter Zufluss in die Wörnitz. 0,5 km östlich liegt das Hausholz. Die Bundesstraße 25 führt nach Dinkelsbühl (2,3 km nordwestlich) bzw. an Freundstal vorbei nach Knittelsbach (1,2 km südöstlich).

## Geschichte
Die Fraisch über Neustädtlein war strittig zwischen dem ansbachischen Oberamt Wassertrüdingen, dem oettingen-spielbergischen Oberamt Dürrwangen und der Reichsstadt Dinkelsbühl. Gegen Ende des 18. Jahrhunderts bestand der Ort aus 8 Anwesen und 1 Gemeindehirtenhaus. Die Dorf- und Gemeindeherrschaft sowie die Grundherrschaft über alle Anwesen hatte die Reichsstadt Dinkelsbühl (Dreikönigspflege: 2 halbe Güter; evangelische Kirchenpflege: 1 Gut; Ratsamtspflege: 2 Güter; Siechenpflege: 1 Gut, 2 halbe Güter). Von 1797 bis 1808 unterstand der Ort dem Justiz- und Kammeramt Wassertrüdingen.
Im Jahr 1809 wurde Neustädtlein infolge des Gemeindeedikts dem Steuerdistrikt und der Ruralgemeinde Villersbronn zugeordnet. Mit dem Zweiten Gemeindeedikt (1818) wurde der Ort an die neu gebildete Ruralgemeinde Knittelsbach überwiesen. Am 1. April 1971 wurde Neustädtlein im Zuge der Gebietsreform in Bayern nach Dinkelsbühl eingegliedert.

## Einwohnerentwicklung
| Jahr      | 001818 | 001840 | 001861 | 001871 | 001885 | 001900 | 001925 | 001950 | 001961 | 001970 | 001987 | 002015 |
| Einwohner | 44     | 41     | 56     | 53     | 53     | 53     | 59     | 82     | 95     | 141    | 155    | 131    |
| Häuser    | 10     | 10     |        |        | 11     | 11     | 10     | 11     | 18     |        | 40     |        |
| Quelle    | [ 13 ] | [ 14 ] | [ 15 ] | [ 16 ] | [ 17 ] | [ 18 ] | [ 19 ] | [ 20 ] | [ 21 ] | [ 22 ] | [ 23 ] | [ 1 ]  |

## Religion
Der Ort ist seit der Reformation evangelisch-lutherisch geprägt und war ursprünglich nach St. Vinzenz (Segringen) gepfarrt, seit Mitte des 20. Jahrhunderts ist die Pfarrei St. Paul (Dinkelsbühl) zuständig. Die Katholiken sind nach St. Georg (Dinkelsbühl) gepfarrt.